# اچ‌ام‌اس اوشن (ال۱۲)
اچ‌ام‌اس اوشن (ال۱۲) (به انگلیسی: HMS Ocean (L12)) یک کشتی است که طول آن 203.4 m (667 ft) می‌باشد. این کشتی در سال ۱۹۹۵ ساخته شد.